# Ham House
Ham House è una dimora nobiliare inglese di Londra, situata tra il fiume Tamigi, ad Ham, e il quartiere meridionale di Richmond. È rivendicato dal National Trust per essere «unico in Europa come la più completa sopravvivenza della moda e del potere del XVII secolo.».

## Storia

### Inizi
Ham al principio del XVII secolo fu concessa da Giacomo I a suo figlio, Enrico Federico, Principe di Galles.
La casa fu eretta nel 1610 da Sir Thomas Vavasour, Knight Marshal di Giacomo I. Originariamente composto da una planimetria ad H composta da nove campate e tre piani. La posizione sul lato Tamigi era ideale per Vasavour, permettendogli di spostarsi fra le corti a Richmond, Londra e Windsor.
Con la morte del Principe di Galles nel 1618, le terre a Ham e Petersham passarono al secondo figlio maschio di Giacomo, Carlo, diversi anni prima della sua incoronazione nel 1625. Dopo la morte di Vavasour nel 1620, la casa fu data a John Ramsay, I conte di Holderness fino alla sua morte nel 1626.

### William Murray, I conte di Dysart
Nel 1626 Ham House fu affittata da William Murray, capro espiatorio e intimo amico d'infanzia di Carlo I. Il contratto di locazione iniziale di Murray era per 39 anni e, nel 1631, aggiunse ulteriori 14 anni ma ciò non diede la sicurezza a lungo termine per la permanenza della famiglia Murray. Quando George Cole dovette vendere la sua proprietà a Petersham come parte del recinto del Richmond Park nel 1637, egli effettuò i contratti d'affitto rimanenti delle ville di Ham e Petersham a Murray. Murray cercò di ottenere la proprietà assoluta, ma né questo né un'ulteriore offerta nel 1641 ebbero successo. Il vicino Maniero di Canbury (Kingston) fu anch'esso concesso a William nel 1640, ma, nel 1641, passò a Thomas Bruce, Lord Elgin, un partente di sua moglie. William e sua moglie, Catherine, ristrutturarono e rinnovarono ampiamente l'interno della casa, molte caratteristiche che sopravvivono fino ad oggi incluso la grande scalinata.
Prima dello scoppio della guerra civile inglese, Murray astutamente trasferì la proprietà della casa alla moglie per tutta la durata della sua vita e, successivamente, alle sue quattro figlie, da essere tenuta in amministrazione. Il principale curatore fu Lord Elgin che, da importante presbitero scozzese e sostenitore parlamentare, fornì la tenuta e la famiglia un certo grado di protezione politica.
Durante la Guerra Civile, la casa e le proprietà furono sequestrate, ma persistente appelli di Catherine fecero riottenete loro la casa nel 1646 dietro pagamento di una multa di 500£.
Così Catherine magistralmente difese la proprietà della casa durante la guerra civile del Commonwealth, e, nonostante gli stretti legami di Murray con la causa realista, la casa rimase in possesso della famiglia. Poco tempo dopo l'esecuzione di Carlo I il 30 gennaio 1649, Catherine morì ad Ham il 18 luglio 1649. I parlamentari vendettero gran parte della Tenuta Reale, compresi i Manieri di Ham e Petersham. Questi, compresi di Ham House, furono acquistati per £1,131.18 il 13 maggio 1650 da William Adams, l'amministratore che agiva per conto della figlia maggiore di Murray, Elizabeth e suo marito Lionel Tollemache, III Baronetto di Helmingham Hall nel Suffolk. Ham House diventò la principale residenza di Elizabeth e Lionel, poiché Murray fu prevalentemente in esilio in Francia.

### Elizabeth e Lionel Tollemache, III Baronetto di Helmingham Hall
Elizabeth continuò la politica di sostegno dei suoi genitori alla causa realista e lei e suo marito diventarono membri del Sealed Knot. Tra il 1649 ed il 1661, Elizabeth partorì undici figli, cinque dei quali sopravvissero all'età adulta; Lionel, Thomas, William, Elizabeth e Catherine. Elizabeth e Lionel effettuarono alcune modifiche sostanziali alla casa in questo periodo di impegni. Alla Restaurazione nel 1660, Carlo II ricompensò Elizabeth con una pensione di £ 800 a vita e, mentre molte delle vendite parlamentare delle terre reali furono accantonate, Elizabeth mantenne i titoli dei Manieri di Ham e Petersham. Inoltre, intorno al 1665, dopo la morte di William, Lionel è stato concesso piena proprietà di 75 acri di terra a Ham e Petersham compresa quella intorno alla casa e un contratto di locazione 61 anni di 289 ettari di terre demaniali. La concessione fu fatta a credito di Robert Murray per le figlie dell'allora Conte di Dysart, "in considerazione del servizio svolto dal Conte di Dysart e le sue figlie, e delle perdite da essi subite dalla recinzione del New Park". Lionel morì nel 1668, lasciando le sue proprietà di Ham e Petersham ad Elizabeth.

#### Elizabeth e John Maitland, I Duca di Lauderdale
Elizabeth si associò con John Maitland, I duca di Lauderdale. Nel 1671 a Lauderdale fu concesso per lettere patenti i pieni diritto di proprietà sui Manieri di Ham e Petersham e sui 289 ettari di terreni dati in affitto. Nel 1672 Elizabeth e Lauderdale si sposarono, e, con Lauderdale parte del CABAL, la famiglia rimase vicino al cuore dell'intrigo di corte.

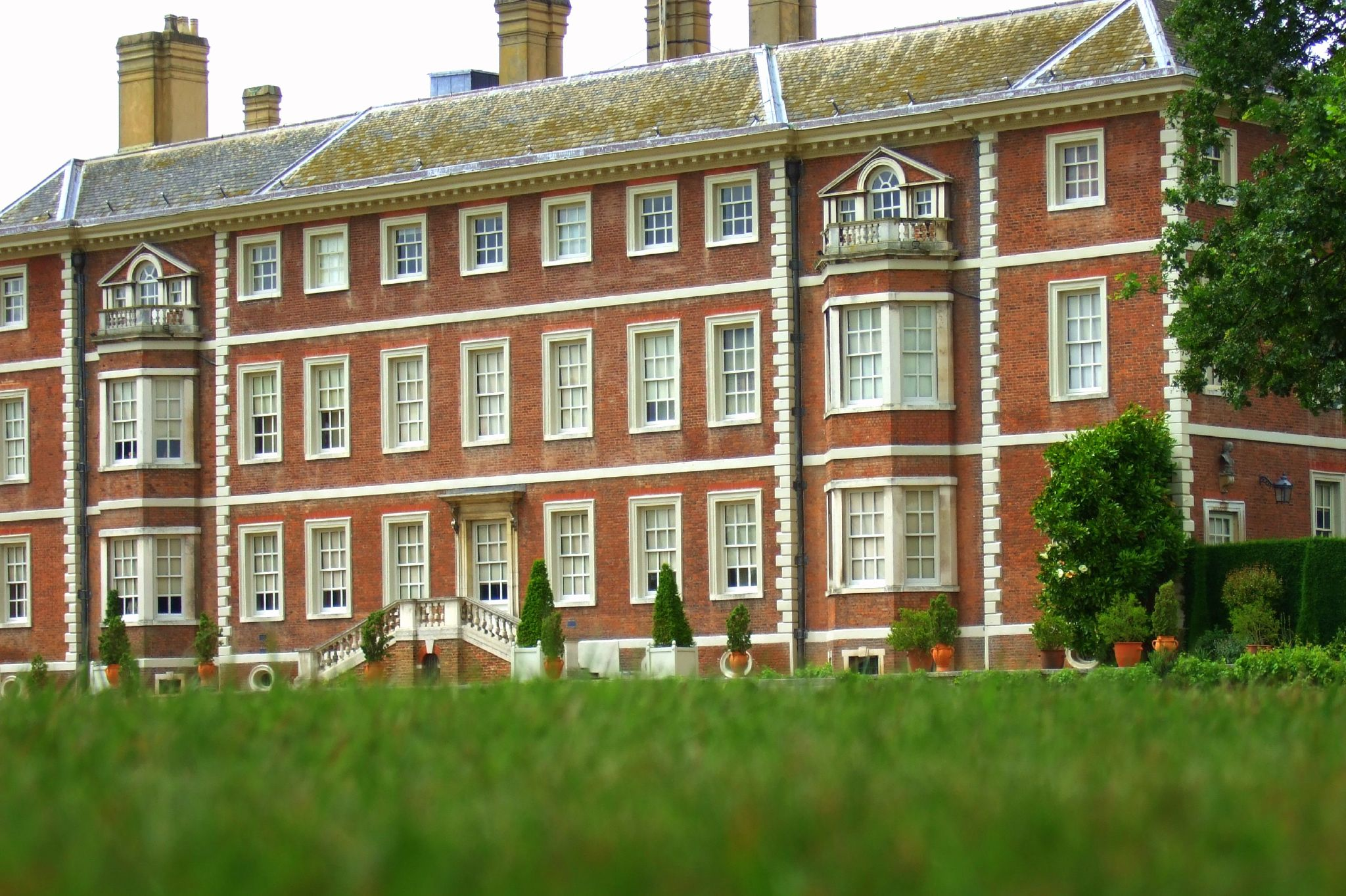
Parete sud di Ham House che mostra il pieno dell'estensione "H".

La coppia apportò numerose modifiche alla casa dal 1673. Elizabeth consultò suo cugino, William Bruce, e Maitland commissionò William Samwell, estendendo la casa nella parte meridionale della "H", rendendola a "pila doppia", due camere profondo, in tutta la sua larghezza.
La figlia maggiore di Elizabeth e Lionel, anche lei di nome Elizabeth (1659–1735), sposò Archibald Campbell, I duca di Argyll a Edimburgo nel 1678. Il loro primogenito, John Campbell, II duca di Argyll, nacque a Ham House nel 1680. mentre il loro secondo figlio maschio, Archibald Campbell, III duca di Argyll nacque nella stessa stanza qualche anno dopo.
Alla morte di Lauderdale nel 1682, egli lasciò la proprietà di Ham e Petersham ad Elizabeth, assicurando così la tenuta per la dinastia Tollemache.  Tuttavia, Elizabeth ereditò anche i debiti di suo marito incluso ipoteche sui suoi precedenti immobili in Inghilterra e Scozia i suoi ultimi anni furono funestati dalla disputa finanziaria con suo cognato, Charles. Persino l'intervento del neo incoronato Giacomo II non è riuscì a conciliarli e la questione fu finalmente risolta a suo favore davanti ai giudici scozzesi nel 1688. Anche se ciò può aver soppresso lo stile di vita sontuoso di continuò a fare ulteriori modifiche alla casa a Ham, aprendo il soffitto del padiglione e creando la Round Gallery nel 1690 circa. Elizabeth Maitland continuò a vivere a Ham House fino alla sua morte nel 1698.

### Lionel Tollemache, III conte di Dysart
Il figlio maggiore ed erede di Elizabeth e Lionel Tollemache, Lionel, diventò il III Conte di Dysart alla morte di sua madre ed ereditò Ham House, le tenute adiacenti e manieri di Ham e Petersham. Già proprietario delle ex proprietà di suo padre nel Suffolk e a Northants, attraverso il matrimonio con Grace, figlia di Sir Thomas Wilbraham, III baronetto, aveva anche acquistato 20,000 acri nel Cheshire. Trascorse soltanto brevi periodi a Ham, apparentemente fece poco per la manutenzione della casa però conservo il giardino bene. Utilizzò la sua ricchezza per pagare gli interessi delle ipoteche. Il suo unico figlio maschio, Lionel, gli premorì nel 1712 e, alla morte del III Conte nel 1727, suo nipote, anch'egli di nome Lionel, divento il IV Conte di Dysart.

## Fantasmi
La casa si dice sia infestata dalla Duchessa di Lauderdale e dal suo cane, che un certo numero di visitatori affermano di aver visto correre lungo i corridoi (nessun cane è ammesso nell'edificio). La casa è stata soggetto dell'investigazione di un intero anno da parte del Ghost Club che ha registrato una serie di fenomeni che rimangono 'inspiegabili'.